# Krabathor
Krabathor – czeska grupa muzyczna wykonująca death/thrash metal. Powstała 1984 roku w Uherské Hradiště, zespół do 1990 roku występował pod nazwą Krabator. Grali również w Polsce, m.in. z Purgatory (Niemcy), Distillery (Polska), McDeth (Polska), Vader (Polska), Hate (Polska), Kat (Polska). Zespół rozwiązano w 2005 roku. Członkowie reaktywowali zespół w 2013 i w tej formacji grają do dziś.

## Muzycy
- Petr „Christopher” Kryštof – śpiew, gitara (1984–2005)
- Radek „Bája” Kutil – gitara (1988-1990)
- René „Hire” Hílek – gitara (1991-1992)
- Martin „Martin” Mikulec – gitara (1990, 1993)
- Jiří „Necro” Novák – gitara basowa (1990)
- Roman „Myšák” Podškubka – gitara basowa (1984–1987, 1988)
- Bronislav „Bruno” Kovařík – śpiew, perkusja, gitara (1986–1999)
- Paul Speckmann – śpiew, gitara basowa (1999–2005)
- Petr „Kopec” Kopeček – perkusja (1990–1993)
- Petr „Pegas” Hlaváč – perkusja (1993–1996)
- Libor „Skull” Lebánek – perkusja (1996–2004)
- Petr „Kopec” Kopeček – perkusja (1990)
- Luděk „Havran” Havránek – perkusja (1984–1989)

## Dyskografia
- (1988) Breath of Death (Demo) jako Krabator
- (1988) Total Destruction (Demo) jako Krabator
- (1988) Death Metal Session II (VHS) jako Krabator
- (1988) Brutal Death (Demo) jako Krabator
- (1991) Pocity Detronizace (Demo)
- (1991) Feelings of Dethronisation	(Demo)
- (1992) Only Our Death Is Welcome... (LP)
- (1993) Cool Mortification (LP)
- (1995) Night of Terror (VHS)
- (1995) The Rise of Brutality (Demo)
- (1995) The Rise of Brutality (EP)
- (1995) Lies (LP)
- (1996) The Rise of Brutality / Pain (Split z Pandemia)
- (1996) 1992-1995 (Demo)
- (1996) Mortal Memories (EP)
- (1998) Orthodox (LP)
- (1999) First Alben – PROMO (Demo)
- (1999) First Alben (Kompilacja LP)
- (2000) The Rise of Brutality / Already Dead (Split z Groinchurn)
- (2000) Unfortunately Dead (LP)
- (2003) Dissuade Truth (LP)
- (2004) 20 Years of Madness (Kompilacja 2CD LP)
- (2004) Seven Gates of Horror – A Tribute to Possessed